# أرتيم شاباي
أرتيم شاباي (بالأوكرانية: Артем Чапай) والمعروف بإسم انطون فاسيليوفيتش فودياني (بالأوكرانية: Антон Васильович Водяний) (من مواليد 2 ديسمبر 1981)، هو كاتب ومراسل ومترجم وناشط أوكراني. يكتب الروايات الإبداعية وكذلك الروايات الشعبية، وقد وصل إلى نهائيات جائزة بي بي سي أوكرانيا لكتاب العام أربع مرات.

## السيرة الذاتية
وُلد أرتيم ونشأ في كولوميا، وهي مدينة صغيرة في غرب أوكرانيا، وقضى معظم سنوات حياته في العاصمة الأوكرانية كييف. كان أحد مؤسسي وعضو بارز في حركة «حفظ كييف القديمة» ضد البناء غير القانوني من قبل شركات التطوير الكبرى. بعد الغزو الروسي لأوكرانيا عام 2022، قام بإجلاء عائلته إلى بر الأمان في أوائل مارس، والتحق بالقوات المسلحة لأوكرانيا. سياسيًا، يدعم الأفكار اليسارية المناهضة للاستبداد.